# Iso-Kulus
Iso-Kulus eller Iso Kulusjärvi är en sjö i Finland. Den ligger i kommunen Rovaniemi i landskapet Lappland, i den norra delen av landet, 700 km norr om huvudstaden Helsingfors. Iso-Kulus ligger 157,7 meter över havet. Den är 0,9 meter djup. Arean är 1,09 kvadratkilometer och strandlinjen är 4,82 kilometer lång. Sjön  ingår i Kemi älvs huvudavrinningsområde. 